# Glenognatha australis
Glenognatha australis là một loài nhện trong họ Tetragnathidae.
Loài này thuộc chi Glenognatha. Glenognatha australis được Eugen von Keyserling miêu tả năm 1883.